# Diamant de sang
Diamant de sang (en anglès, Blood Diamond) és una pel·lícula de l'any 2006 dirigida i produïda per Edward Zwick, nominada a cinc Oscars, millor actor (Leonardo DiCaprio) que representa un traficant d'armes a canvi de diamants, millor actor de repartiment (Djimon Hounsou) un negre africà que ha perdut la seva família, millor muntatge (Steven Rosenblum), millor so (Lon Bender) i millors efectes sonors (Andy Nelson, Anna Behlemer i Ivan Sharrock). Ha estat doblada i subtitulada al català.
El títol es refereix als diamants de sang, que són extrets en zones de guerra i venuts per finançar els conflictes.

## Argument
Aprofitant la guerra civil a Sierra Leone entre els rebels de l'RUF (Front Revolucionari Unit) i l'exèrcit nacional, un contrabandista de diamants anomenat Danny Archer (Leonardo DiCaprio) fa negoci amb la venda de diamants extrets de zones mineres en guerra. En una presó de Freetown, la capital del país, coneix a Salomon Vandy (Djimon Hounson), un pescador que havia estat obligat a treballar a les mines de diamants per l'RUF on havia trobat un enorme diamant rosa que posteriorment havia enterrat en una zona pròxima a la mina. També fa amistat amb Maddy Bowen (Jennifer Connelly), una periodista que està preparant un reportatge sobre els diamants extrets de zones en guerra. En Danny convenç a Salomon perquè l'acompanyi on ha enterrat el diamant a canvi de recuperar la seva dona, filla i fill desapareguts, que havia perdut quan se l'havien emportat a la mina.

## Premis i nominacions

### Premis
- 78a edició dels National Board of Review Awards[4]
  - Premi al millor actor de repartiment: Djimon Hounsou

### Nominacions
- 79a edició dels Oscars
  - Oscar al millor actor: Leonardo DiCaprio
  - Oscar al millor actor secundari: Djimon Hounsou
  - Oscar al millor muntatge: Steven Rosenblum
  - Oscar al millor so: Lon Bender
  - Oscar a la millor edició de so: Andy Nelson, Anna Behlemer i Ivan Sharrock

- 64a edició del Premi Globus d'Or
  - Globus d'or al millor actor dramàtic: Leonardo DiCaprio

- 12a edició dels Critics' Choice Awards
  - Millor pel·lícula
  - Millor actor: Leonardo DiCaprio
  - Millor actor de repartiment: Djimon Hounsou

- Grammy
  - Millor àlbum de banda sonora per pel·lícula, televisió altre mitjà visual: James Newton Howard